# Крайбрежна низина на Мексиканския залив
Крайбрежната низина на Мексиканския залив (на английски: Gulf Coastal Plain) е низина в Северна Америка в Съединените американски щати и Мексико, простираща се по северното и западно крайбрежие на Мексиканския залив. На североизток преминава в Атлантическата низина, на север граничи с Апалачите, Вътрешните равнини (при Мисисипската низина) и възвишението Уашита, а на запад – с Мексиканската планинска земя. Ширината ѝ достига до 350 km.

## Геоложки строеж, релеф
В геоложко отношение низината е изградена от мощни до 6 – 10 km морски седиментни пластове, съдържащи значителни залежи от нефт и природен газ. Надморската ѝ височина е от 0 до 150 m, като повърхността ѝ постепенно се повишава от юг на север, образувайки няколко паралелни куестови рида. Крайбрежието е предимно от лагунен тип, с многочислени естуари.

## Води, климат
Низината се пресича от долните течения на редица големи реки: Алабама, Мисисипи, Бразос, Рио Гранде и др. Климатът е субтропичен, на югозапад – тропичен. Средната януарска температура на север е от 4°С до 8°С, по крайбрежието до 12°С, а средната юлска 26 – 28°С. Годишната сума на валежите варира от 600 – 800 mm/m² на запад до 1200 – 1500 mm/m² на изток.

## Почви, растителност
Големи участъци от низината са заети от червеноземни и много плодородните ливадно-карбонатни (развити върху варовици) и ливадно-алувиални (по заливните тераси на реките) почви. Широко разпространение имат и блатните почви. Над 1/3 от Примексиканската низина е покрита с гори: борови гори с палми джуджета (палмето) в подлеса, смесени гори от бор и вечнозелен дъб, магнолия и мирта, а покрай реките – гори от бряст, блатен кипарис, топола. На запад са развити савани. Големи участъци от низината са заети от земеделски култури – памук, тютюн, захарна тръстика, ориз, цитруси. Най-големите градове са: Мобил, Ню Орлиънс, Хюстън,Корпус Кристи, Тампико, Веракрус.